# آل عمر (يافع)

تعديل مصدري - تعديل

آل عمر هي إحدى قرى عزلة لبعوس بمديرية يافع التابعة لمحافظة لحج، بلغ تعداد سكانها 490 نسمة حسب تعداد اليمن لعام 2004.